# Blueberry Faygo
Blueberry Faygo è un singolo del rapper statunitense Lil Mosey, pubblicato il 7 febbraio 2020 come primo estratto dalla ristampa del secondo album in studio Certified Hitmaker.

## Descrizione
Il brano si basa su un campionamento della canzone My, My, My del 1990 del cantante statunitense Johnny Gill.

## Video musicale
Il video musicale, diretto da Cole Bennett, è stato reso disponibile il 26 marzo 2020.

## Tracce
Testi e musiche di Lathan Echols, Johnny Gill, Jr., Daryl Simmons, Antonio Reid, Kenneth Edmonds e Callan Wong.
1. Blueberry Faygo – 2:43

## Formazione
- Lil Mosey – voce
- Callan – produzione
- Joe LaPorta – mastering
- Brennen Saulness – missaggio, registrazione
- Leslie Saulness – missaggio

## Successo commerciale
Blueberry Faygo ha debuttato alla 62ª posizione della Billboard Hot 100 nella pubblicazione del 22 febbraio 2020, segnando così l'ingresso più alto di Lil Mosey in tale classifica. Un mese dopo ha raggiunto il 18º posto dopo aver accumulato 19,9 milioni di riproduzioni in streaming, 2 000 copie digitali e un'audience radiofonica di 2,5 milioni. Nella classifica datata il 4 luglio 2020 ha raggiunto il 9º posto con 17,6 milioni di stream, 3 000 copie digitali e 36,5 milioni di ascoltatori via radio, diventando la prima top ten dell'interprete nella Hot 100 statunitense.
Nella Official Singles Chart britannica, invece, il singolo ha esordito al numero 82 nella pubblicazione del 20 febbraio 2020, diventando la seconda entrata dell'interprete nella classifica dopo Stuck in a Dream. Nella sua ottava settimana di permanenza in classifica, si è spinto fino all'11ª posizione grazie a 25 134 unità di vendita, diventando il picco più alto del rapper nella Official Singles Chart.

## Classifiche

### Classifiche settimanali
| Classifica (2020) | Posizione massima |
| ----------------- | ----------------- |
| Australia         | 16                |
| Austria           | 29                |
| Belgio (Fiandre)  | 51                |
| Belgio (Vallonia) | 55                |
| Canada            | 8                 |
| Danimarca         | 13                |
| Estonia           | 6                 |
| Finlandia         | 10                |
| Francia           | 109               |
| Germania          | 37                |
| Grecia            | 4                 |
| Irlanda           | 4                 |
| Islanda           | 15                |
| Italia            | 77                |
| Lettonia          | 5                 |
| Lituania          | 8                 |
| Norvegia          | 15                |
| Nuova Zelanda     | 10                |
| Paesi Bassi       | 34                |
| Portogallo        | 14                |
| Regno Unito       | 9                 |
| Repubblica Ceca   | 16                |
| Romania           | 57                |
| Singapore         | 11                |
| Slovacchia        | 14                |
| Stati Uniti       | 8                 |
| Svezia            | 20                |
| Svizzera          | 28                |
| Ungheria          | 7                 |

### Classifiche di fine anno
| Classifica (2020) | Posizione |
| ----------------- | --------- |
| Australia         | 43        |
| Canada            | 29        |
| Danimarca         | 54        |
| Irlanda           | 30        |
| Islanda           | 56        |
| Nuova Zelanda     | 29        |
| Paesi Bassi       | 94        |
| Portogallo        | 24        |
| Regno Unito       | 39        |
| Stati Uniti       | 27        |
| Svezia            | 62        |
| Svizzera          | 85        |
| Ungheria          | 27        |
| Classifica (2021) | Posizione |
| Portogallo        | 156       |